# Schizotetranychus gahniae
Schizotetranychus gahniae är en spindeldjursart som beskrevs av Davis 1969. Schizotetranychus gahniae ingår i släktet Schizotetranychus och familjen Tetranychidae. Inga underarter finns listade i Catalogue of Life.